# DNS over TLS
DNS over TLS(DoT)는 TLS(전송 계층 보안) 프로토콜을 통해 DNS(도메인 이름 시스템) 쿼리와 응답을 암호화하고 래핑하기 위한 네트워크 보안 프로토콜이다. 이 방법의 목표는 중간자 공격을 통해 DNS 데이터를 도청하고 조작하는 것을 방지하여 사용자 개인 정보 보호 및 보안을 강화하는 것이다. DoT의 잘 알려진 포트 번호는 853이다.
DNS over TLS는 모든 DNS 트랜잭션에 적용 가능하지만 2016년 5월 RFC 7858에서 스텁 또는 전달 확인자와 재귀 확인자 간의 사용을 위해 처음 표준화되었다.

## 같이 보기
- DNSCurve